# François Habert
Pour les articles homonymes, voir Habert.
François Habert, né vers 1510 à Issoudun (Indre) et mort vers 1561, est un poète et traducteur français.

## Biographie
Il étudia le droit à Paris, puis à Toulouse, mais la poésie l'enthousiasma plus que le droit.
Il fut d'abord secrétaire d'hommes d'église, puis entra à la cour de François Ier et de Henri II où il devint « poète du Roi ».
Il se surnomma lui-même « le Banni de liesse ».
Sa poésie est une poésie de circonstance.
Il fut aussi traducteur. Il traduisit en vers Les Métamorphoses d'Ovide, les Distiques de Caton et les Satires d'Horace.

## Œuvres
- La Jeunesse du Banny de lyesse, escholier, estudiant à Tholose (1541) Texte en ligne
- Le Combat de Cupido et de la mort (1541)
- Le Livre des visions fantastiques (1542)
- Le Songe de Pantagruel, avec la déploration de feu messire Anthoine Du Bourg, chevalier, chancellier de France (1542)
- Le Philosophe parfaict. Épistre à Mgr Françoys de Bourbon, duc de Touteville (1542) Texte en ligne
- La Nouvelle Juno, presentee à ma dame la daulphine, par Françoys Habert, avec l'Estrene donnee à ladicte dame le premier jour de l'an ; aussi l'Estrene au petit duc, Filz de monseigneur le daulphin (1545 ; 1547) Texte en ligne
- La Nouvelle Pallas, presentee à monseigneur le dauphin, par Françoys Habert. Item, La naissance de monseigneur le duc de Bretaigne Filz ; avec Un petit œuvre Bucolique ; aussi Le cantique du pecheur converti à Dieu (1545 ; 1547) Texte en ligne
- Déploration poétique de feu M. Antoine Du Prat, en son vivant chancelier et légat de France, avec l'exposition morale de la fable des trois déesses Vénus, Juno et Pallas (1545)
- La Nouvelle Vénus, par laquelle est entendue pudique amour, présentée à Mme la Daulphine, jointe une épistre à Mgr le Daulphin (1547)
- Le Temple de chasteté, avec plusieurs épigrammes, tant de l'invention de l'autheur que de la traduction et imitation de Martial et autres poètes latins, ensemble plusieurs petits œuvres poétiques, contenus en la table de ce présent livre, le tout par François Habert (1549)
- Description poétique de l'histoire du beau Narcissus (1550)
- Les Épistres heroides, tres salutaires, pour servir d'exemple à toute ame fidele, composées par F. Habert d'Yssouldun en Berry, avec aucuns epigrammes, cantiques spirituelz, & alphabet moral pour l'instruction d'un jeune prince, ou princesse. Item la paraphrase latine, & françoyse sur l'oraison dominicale (1550 ; 1551 ; 1560)
- L'Institution de libéralité chrestienne, avec la misère et calamité de l'homme naissant en ce monde (1551)
- La Harangue de la déesse Astrée sur la réception de M. Jean Mosnier au degré de lieutenant civil, avec dix sonnets héroïques de la perfection des juges, ensemble la description poétique de l'utilité et conservation des lettres de l'imprimerie, librairie et des premiers inventeurs des dicts arts, par François Habert, de Berry, avec sentences morales en poésie latine et françoise, ensemble les épigrammes addressez à plusieurs nobles et vertueux personnages portans faveur et dilection aux lettres (1556) Texte en ligne
- Églogue pastorale sur l'union nuptiale de treshault et très puissant seigneur Philippes, roy d'Hespagne, et de madame Élisabeth, première fille du roy Henri II (1559)
- Les Regretz et tristes lamentations sur le trespas du très chrestien roy Henry II, composé en forme de dialogue (1559)
- Sonnetz héroïques sur le mariage de Mgr Charles, duc de Lorraine, et de Mme Claude II, fille du roy Henry II, avec une ode sur ledict mariage (1559)
- Les Métamorfoses de Cupido, fils de la déesse Cythérée, qui se mua en diverses formes contenues en la page suyvante (1561)
- La Consolation du peuple gauloys, griefvement désolé pour le trespas du roy François II, avec les épitaphes dudict seigneur (1561)

Traductions
- Les Dits des sept sages de la Grèce traduits du grec en latin par Ausone, et de lui en rime françoyse par François Habert (1541)
- Le Jardin de foelicité, avec la louenge et haultesse du sexe feminin, en ryme francoyse, extraicte de Henricus Cornelius Agrippa, par le Banny de liesse (1541)
- Le Premier Livre des Sermons du sententieux poëte Horace, traduict de latin en rime françoyse par Françoys Habert de Berry (1549)
- Six livres de la Métamorphose d'Ovide, traduictz selon la phrase latine en rime françoise, sçavoir le III, III, V, VI, XIII et XIIII, le tout par Françoys Habert (1549)
- L'Histoire de Tancrede, traduction de Bervalde (1550)
- L'Histoire de Titus et Gisipus et autres petiz œuvres de Béroalde latin, interprétés en rime françoyse, par Françoys Habert, d'Yssouldun en Berry, avec L'exaltation de vraye et perfaicte noblesse, Les quatre amours, Le nouveau Cupido et Le trésor de vie, de l'invention dudict Habert (1550 ; 1551) Texte en ligne
- Les Trois Livres de la Chrysopée, c'est-à-dire de l'Art de faire l'or, composé par Jean Aurelle Augurel, traduict de latin en françois par F. Habert de Berry (1550 ; 1626)
- Les Sermons satiriques du sententieux poëte Horace, interprétez en rime françoyse par Françoys Habert de Berry. Avec aucunes Épistres dudict Horace, non encores imprimées par ci-devant (1551)
- Les Quatre Livres de Caton pour la doctrine des mœurs, traduitz de vers latins en rithme françoise par François Habert. Avec les Epigrammes moralisez. Et plusieurs autres petitz œuvres de François Habert (1550 ; 1559)
- Les Divins Oracles de Zoroastre, ancien philosophe grec, interpretez en rime françoise par François Habert, de Berry, avec un commentaire moral sur ledit Zoroastre en poésie française et latine, plus la Comédie du monarque et autres petits œuvres (1558)
- Les Œuvres de Q. Horace Flacce, mises en vers françois, partie traduictes, parties veues et corrigées de nouveau par M. Luc de La Porte (1584)
- Les 15 livres de la Métamorphose d'Ovide, interprétés en rimes françoises (s. d.)

## Études
- H. Wichert, François Habert und der christiche Humanismus, Elberfeld, 1929.
- F. Joukovsky, L'épicurisme poétique au XVIe siècle, Association Guillaume Budé. Actes du VIIIe congrès, Paris, 1969, p. 639-675.
- Richard Cooper, Les débuts de François Habert, escollier, estudiant à Tholose . In L'Humanisme à Toulouse (1480-1596) : actes du colloque international de Toulouse, mai 2004, réunis par Nathalie Dauvois (Paris : Honoré Champion : 2006), p. 157-183.
- Renée-Claude Breitenstein, « Traduction, transferts culturels et construction des publics dans deux éloges collectifs de femmes de la première moitié du XVIe siècle », Études françaises, vol. 47, no 3,‎ 2011, p. 91-107 (lire en ligne).
- François Habert, poète français (1508 ?-1562 ?), Études réunies par Bruno Petey-Girard avec la collaboration de Sylviane Bokdam, Paris, Champion, 2014.
- Isabelle His, « François Habert mis en chansons », François Habert, poète français (1508 ?- 1562 ?), actes du  colloque  de  l’Université  Paris-Est – Créteil  (19-20  mai  2011), éd. B. Petey-Girard. Paris : Champion, 2013, p. 43-62.